# Kasia Bulicz-Kasprzak
Kasia Bulicz-Kasprzak (ur. 20 marca 1976 w Lubaniu) – polska pisarka.
Autorka kilkunastu powieści. Zadebiutowała w 2012 dzięki nagrodzie w wygranym rok wcześniej konkursie literackim organizowanym przez Wydawnictwo „Nasza Księgarnia”. Mieszka w Sulejówku. Od 2009 uprawia bieganie. Wzięła udział w dziesiątkach, jeśli nie setkach imprez biegowych. W 2010 wzięła udział w Biegu Katorżnika.

## Powieści
- Nie licząc kota czyli Kolejna historia miłosna (Wydawnictwo „Nasza Księgarnia”, Warszawa 2012)
- Nalewka zapomnienia czyli Bajka dla nieco starszych dziewczynek (Wydawnictwo „Nasza Księgarnia”, Warszawa 2013)
- Meandry miłości (Wydawnictwo Czarno na Białym, Warszawa 2013)
- Dom na skraju (Prószyński Media, Warszawa 2015)
- Szlachetne pobudki (Prószyński Media, Warszawa 2015)
- Inna bajka (Świat Książki, Warszawa 2015)
- Uzasadnione wątpliwości (Prószyński Media, Warszawa 2016)[6]
- Pójdę do jedynej (Prószyński Media, Warszawa 2017)
- Sprzeczne sygnały (Edipresse Książki) 2018
- Spadek (Prószyński Media) 2018
- Weź głęboki wdech (Edipresse Książki) 2019
- Muszę wiedzieć (Prószyński Media) 2019
- Magiczna podróż (Świat Książki) 2019

### Saga wiejska
- Skrawek pola (Prószyński Media) 2021
- Gościniec (Prószyński Media) 2021
- Zielone pastwiska (Prószyński Media) 2021